# SN 2008L
SN 2008L – supernowa typu Ia odkryta 14 stycznia 2008 roku w galaktyce NGC 1259. W momencie odkrycia miała maksymalną jasność 18,70m.